# Frontera entre la República Dominicana i Colòmbia
La frontera entre Colòmbia i la República Dominicana és definida pel Tractat Liévano Aguirre-Jiménez (pren els noms dels dos ministres d'Afers Estrangers, Indalecio Liévano Aguirre per Colòmbie i Ramón Emilio Jiménez per la República Dominicana) titulat Delimitación de Áreas marinas y Cooperación Marítima, signat a Santo Domingo el 13 de gener de 1978 i ratificat pel Congrés de la República de Colòmbia el 12 de desembre de 1978 per la llei N° 38.
La frontera així és definida pels punts 15° 02′ 00″ N, 73° 27′ 30″ O / 15.03333°N,73.45833°O, 15° 00′ 40″ N, 71° 40′ 30″ O / 15.01111°N,71.67500°O i 15° 18′ 00″ N, 69° 29′ 30″ O / 15.30000°N,69.49167°O. A més, la limitació s'ha de fer amb un tercer estat.
El tractat també estableix una àrea de recerca científica i explotació piscícola comuna de vint milles nàutiques a ambdós costats de la frontera.